# Psophodes
Psophodes – rodzaj ptaków z rodziny trzaskaczy (Psophodidae).

## Zasięg występowania
Rodzaj obejmuje gatunki występujące w Australii.

## Morfologia
Długość ciała 19–30 cm; masa ciała 30–75 g (samce są nieco większe i cięższe od samic).

## Systematyka

### Etymologia
- Psophodes (Psofodes): gr. ψοφωδης psophōdēs „głośny, pełen brzmienia”, od ψοφος psophos „hałas”[9].
- Sphenostoma: gr. σφην sphēn, σφηνος sphēnos  „klin”; στομα stoma, στοματος stomatos „usta”[10]. Typ nomenklatoryczny: Sphenostoma cristatum Gould, 1838.
- Phodopses: anagram nazwy rodzajowej Psophodes Vigors & Horsfield, 1827[11]. Typ nomenklatoryczny: Psophodes nigrogularis Gould, 1844.

### Podział systematyczny
Do rodzaju należą następujące gatunki:
- Psophodes olivaceus (Latham, 1801) – trzaskacz czarnoczuby
- Psophodes nigrogularis Gould, 1844 – trzaskacz wąsaty
- Psophodes cristatus (Gould, 1838) – trzaskacz czubaty
- Psophodes occidentalis (Mathews, 1912) – trzaskacz kurantowy